# Школа музичного вчителя

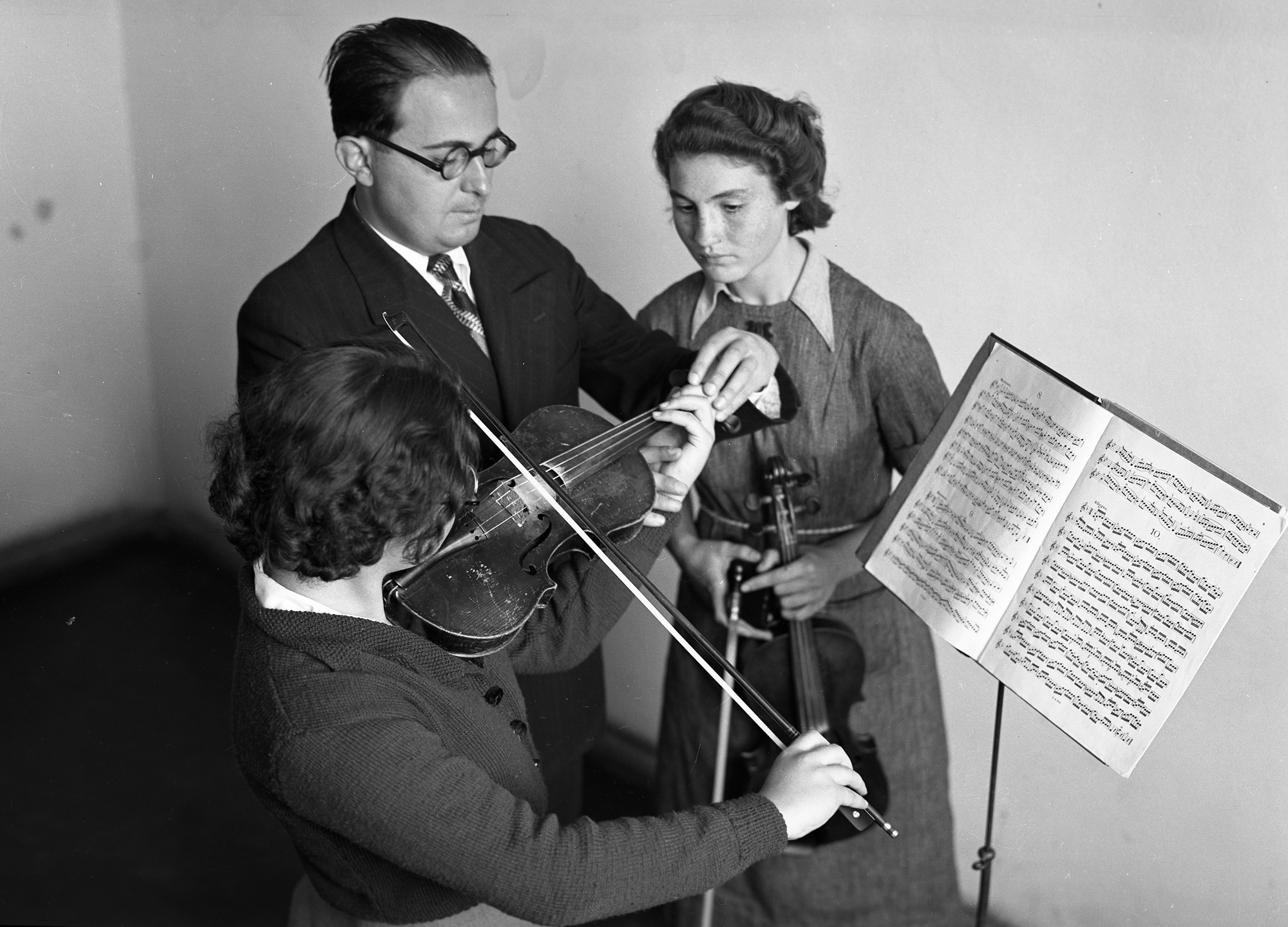
Школа музичного вчителя, 1930-ті роки

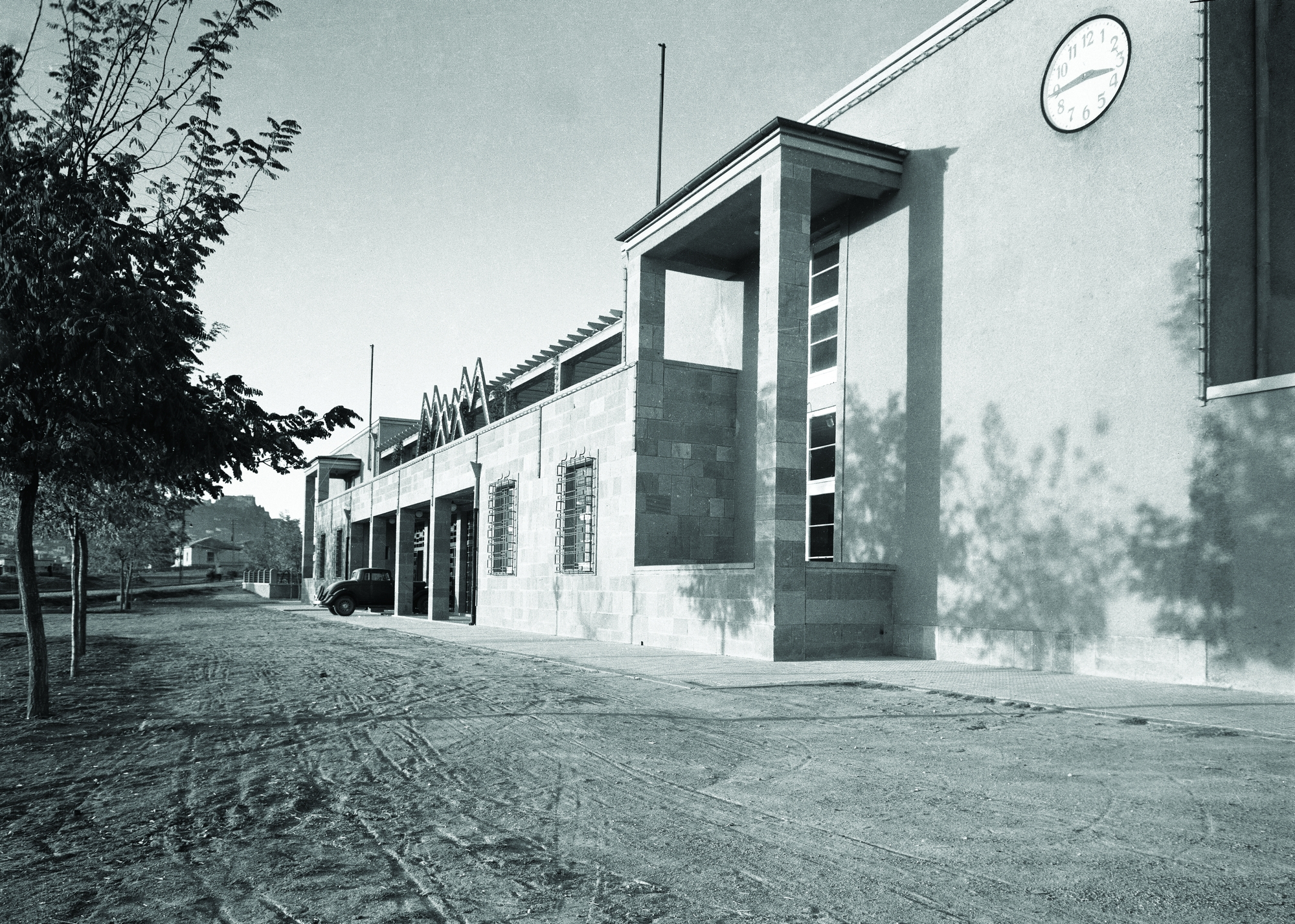
Будівля школи за проектом Ернста Арнольда Еглі

Школа музичного вчителя (тур. Musiki Muallim Mektebi)  — заклад середньої освіти, заснований в Анкарі в 1924 році, безпосередньо пов'язаний з Міністерством освіти (Міністерством національної освіти) для підготовки вчителів музики для середньої освіти.
Це перший заклад, який готував вчителів музики в Туреччині. Згодом заклад, який також взяв на себе функцію виховання артистів, перетворився на Анкарську державну консерваторію; У 1938—1939 роках він залишив функцію підготовки вчителів музики до музичного відділення Інституту освіти Газі.

## Історія
До проголошення республіки в Туреччині не було жодної школи, яка б готувала вчителів у галузі музики. Музичний педагогічний технікум був заснований 1 вересня 1924 року з метою підготовки вчителів музики в середніх школах і Чебеці в розташованому в готелі будівлі складається з трьох саманних будиночків 12 учнів до 1 листопада 1924 року вступили на службу. 1924-25 рік був випробувальним роком школи, інструкція до школи була видана 29 липня 1925 року, а на початку 1925—1926 навчального року вона стала закладом, який готує вчителів музики в реальному обсязі.
Музична вчительська школа введена в дію як школа з чотирирічним і дворічним навчанням у початковій школі. Перший колектив школи складався з членів філармонічного оркестру Riyaseticumhur. Перший учнівський колектив складався з 6 осіб, відібраних із Чоловічої вчительської школи. Пізніше штат студентів був збільшений за рахунок студентів, привезених із гуртожитку Оксюз у Балмумджу, Стамбул. З 1927-28 рр. почали приймати студенти-інтернати.
Будівля школи була спроектована архітектором Ернстом Арнольдом Еглі в 1928 році і стала одним із найважливіших символів раціонально-модерністського руху в столиці Будівля використовується не лише як навчальний заклад, а й як концертна зала і фойє, адміністративні приміщення, класні кімнати, їдальня, гуртожитки, слугували комплексом, що містив навчальний та читальний зали. Будинок, який у 1938 році став державною консерваторією, а в 1985 році — будівлею Мамакської міської ради , зараз використовується як Мамакський культурний центр.
Засновником школи був Зекі Юнгер. На цій посаді директор перебував 10 років до виходу на пенсію в 1934 році.
У 1933 році нова академія була створена після того, як у 1934 році Великою національною асамблеєю Туреччини було прийнято "Проект закону про Національну музичну та представницьку академію ", підготовлений комісією, що складалася з директора Зекі Бея та вчителів на чолі з міністром національного законодавства. Освіта Хікмет Баюр. До складу цієї академії входила і Учительська школа.
У 1936 році при школі була створена консерваторія під назвою «Класи представництва школи вчителів музики»; Таким чином, з часом школа почала служити як вихованню художників, так і вчителям. Заклад, який тепер перетворився на консерваторію, передав функції підготовки вчителів музики музичному факультету, який був створений під керівництвом німецького музиканта Едуарда Цукмайєра в рамках «Газі середньої вчительської школи та освітнього інституту», починаючи з 1938-39 н.р.